# 莫泽卡内
莫泽卡内（義大利語：Mozzecane），是意大利威尼托大区维罗纳省的一个市镇。总面积24.71平方公里，人口6743人，人口密度272.9人/平方公里（2009年）。国家统计（ISTAT）代码为023051。